# روبرت وندل
روبرت وندل (بالإنجليزية: Robert Wendel)‏ هو ملحن أمريكي، ولد في 1951.